# Zuzanna Amendówna
Zuzanna Amendówna, död 1646, var en polsk tertiär och filantrop, känd som grundare av reformatoriska kyrkan i Kraków.